# Constant Huysmans
Constant Huysmans dit Stan Huysmans, est un footballeur belge, né le 11 octobre 1928 à Anvers (Belgique).
Évoluant comme demi, il a fait toute sa carrière au Beerschot VAC.
Il a fait partie de l'équipe nationale de 1953 à 1959 : il a ainsi joué 22 matches avec les Diables Rouges, dont 2 en Coupe du monde en Suisse, en 1954.

## Palmarès
- International de 1954 à 1959 (22 sélections)
- Participation à la Coupe du monde en 1954 (2 matches)